# Maimetshorapia africana
Maimetshorapia africana (лат.) — ископаемый вид наездников подотряда стебельчатобрюхие отряда перепончатокрылые.

## Описание
Жилка RS близко подходит к птеростигме. Голова поперечная со сравнительно крупными глазами. Ископаемые наездники из меловых отложений туронского яруса (Южная Африка, Ботсвана).

## Классификация
Относится к семейству Maimetshidae. Энтомолог Shaw в своей ревизии (Shaw, 1990) включил этот род и всё семейство Maimetshidae в состав семейства Megalyridae). В 2009 году, после открытия нескольких новых ископаемых родов, статус отдельного семейства был восстановлен (Rasnitsyn A. P. & Brothers D. J. 2009).